# يوهان فريدريك أونغر
يوهان فريدريك أونغر (بالألمانية: Johann Friedrich Unger)‏ هو كاتب ألماني، ولد في 1753 في برلين في ألمانيا، وتوفي بنفس المكان في 26 ديسمبر 1804.

## وصلات خارجية
- يوهان فريدريش أنجر على موقع الموسوعة البريطانية (الإنجليزية)